# АГ магазин
АГ магазин је био часопис који се бавио архитектуром и грађевинарством, као и применом различитих грађевинских материјала.
Штампан је у боји, са корицама у меком повезу.